# 大盜歌王
《大盗歌王》是1969年張徹導演的香港剧情片，由林冲、何莉莉領銜主演；影片主演讲述有人用歌星鑽石潘手法去偷窃，从而让其蒙冤，而后鑽石潘为了证明自己的清白，于是决定亲自找出凶手的故事。

## 劇情簡介
8年前的鑽石潘是一个行窃后经常会留下印记的盗贼，被捕、出狱后改邪归正，成为一名歌手。
令他没想到的是，在自己成为歌手的一段时间后，有人居然在偷窃后留下了和他一样的印记，所以他自然被警方怀疑是窃贼。於是，鑽石潘为了证明自己的清白，决定找出窃贼。
在不斷的努力下，真正的窃贼终于落网，而鑽石潘也因此而获得清白，和与警官合作的富豪方达令相爱。

## 职员表
- 监制 :邵逸夫
- 导演兼作词 :张彻
- 副导演（助理）: 午马、杨静尘
- 编剧  :邱刚健
- 摄影	: 龚慕铎
- 配乐	:姜兴隆
- 剪辑	:王福龄
- 动作指导 :唐佳、 刘家良
- 造型设计	:方圆

## 演员表
- 何莉莉 饰 方达令
- 林冲 饰 钻石潘
- 罗烈
- 林嘉
- 梅欣
- 欧阳光
- 杨振声
- 朱今

## 其他
- 该电影是张彻拍完《独臂刀王》后首次尝试歌舞剧。
- 因为当时林冲受到很多人的喜爱，于是他成为了该电影的主演。[3]
- 编剧邱刚健参考电影《捉贼记》（1955年），歌舞打斗设计参考罗伯特·怀斯执导的电影《西区故事》（1961年）。